# Лопастник бороздчатый
Ло́пастник боро́здчатый, или гельве́лла бороздчатая, или лопастник я́мчатый (лат. Helvélla lacunósa) — вид грибов, входящий в род Лопастник, или Гельвелла (Helvella) семейства Гельвелловые (Helvellaceae).

## Описание
Плодовые тела — апотеции в виде шляпки на ножке. «Шляпка» 2—5 см шириной, седловидной или неправильной формы, 2—3-лопастная, с толстым свободным от ножки краем. Верхняя сторона (диск апотеция) серого или чёрного цвета, гладкая или слабо морщинистая; нижняя сторона сероватая, гладкая. Ножка 2—5 см в высоту и 1—1,5 см толщиной, серого цвета различной интенсивности, с возрастом темнеющая, бороздчато-складчатая, расширяющаяся книзу.
Споры в массе белого цвета. Аски цилиндрической формы, 350—400×12—18 мкм, содержат 8 спор, каждая из которых одноклеточная, эллиптической формы, 15—17×8—12 мкм, неокрашенная, с одной масляной каплей, с гладкими стенками. Парафизы нитевидные, с булавовидно утолщёнными концами.
Условно-съедобный гриб, пригодный к употреблению в пищу после предварительного отваривания. Относится к 4-й категории грибов, используется для жарки.

### Сходные виды
- Helvella crispa (Scop.) Fr., 1822 — Лопастник курчавый — отличается светло-кремовой или бежевой окраской.

## Экология и ареал
Возможно, микоризообразователь. Произрастает группами на почве в лиственных и хвойных лесах, летом и осенью.
Широко распространён в Евразии. В Северной Америке, по-видимому, отсутствует, на западе континента замещается двумя видами — Helvella vespertina и Helvella dryophila.

## Синонимы
- Costapeda lacunosa (Afzel.) Falck, 1923
- Helvella lacunosa var. sulcata (Afzel.) S.Imai, 1954
- Helvella sulcata Afzel., 1783 : Fr., 1822